# Irdyn'
Irdyn' (in ucraino Ірдинь?) è un insediamento di tipo urbano dell'Ucraina, situato nell'oblast' di Čerkasy.